# 穆尔扎·库切克·汗
穆尔扎·库切克·汗（波斯語：میرزا كوچک خان；1880年—1921年12月2日）是伊朗20世纪初的革命领袖和伊朗社会主义苏维埃共和国的创始人。